# مؤشر حجم الجسم

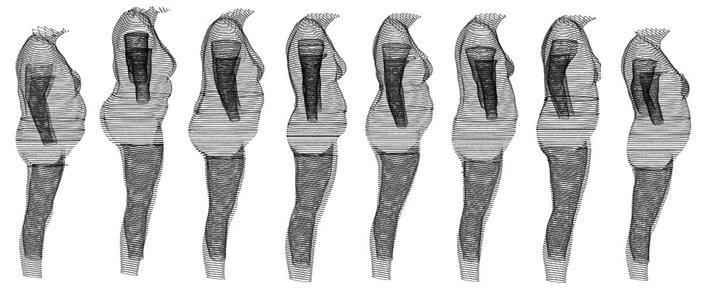
تقييم مؤشر كتلة الجسم (BMI - 30) لجميع من في الصورة، ولكن مع توزيع الوزن بشكل مختلف وحجم البطن، لذلك هن لهن درجات مختلفة (مؤشر حجم الجسم)

مؤشر حجم الجسم Body Volume Index هو مقياس جديد للسمنة، اقترح كبديل لتعزيز لمؤشر كتلة الجسم المقياس الشائع الاستخدام في المقاييس الجسمية، في علم التغذية والحميات الغذائية، حيث تدخل فيه عدة عناصر متغيرة أخرى عدا الطول والوزن الذي يعتمد عليه مؤشر كتلة الجسم، يعتمد مؤشر حجم الجسم على العلاقة بين توزيع الكتلة والحجم، (مثلا حيث يقع كتلة الجسم المختلفة على الجسم)، ويعني الناس مختلفي العمر والجنس والعرق، سيكون لهم أشكال جسم مختلفة، مع اختلاف توزيع الوزن، وبينت الدراسات التي سلطت على مؤشر كتلة الجسم على محدودية كمؤشر على المخاطر الصحية الفردية. تم تصميم مؤشر حجم الجسم وضعت في عام 2000 بوصفها جهاز كمبيوتر يعمل بنظام المسح الضوئي ثلاثة الأبعاد تحقيق نتائج أفضل بكثير ودقيقة للجسم البشري فيما يتعلق السمنة.

## تطبيقه على شكل الجسم وقياس الدهون
وضع مؤشر حجم الجسم في الأصل في فبراير 2000 كمقياس جديد ضمن القياسات  الحديثة لقياس السمنة، كإمكانية أن يكون بديل لمؤشر كتلة الجسم، التي تم استحداثه بين عامي 1830 و 1850، حيث إن مؤشر كتلة الجسم يعتمد على الطول والوزن فقط، بينما مؤشر حجم الجسم يتم تطبيقه آليا ليشمل مؤشر كتلة الجسم، محيط الخصر، نسبة الخصر إلى الورك ، بالإضافة إلى التحليل الحجمي وتكوين الجسم بشكل ثلاثي الأبعاد عبر جهاز متطور. ومن المتوقع أن التطور العلمي والتقني لمؤشر حجم الجسم قد يستغرق فترة مماثلة كما هو الحال مع مؤشر كتلة الجسم، لذلك قد يكون عام 2020 هو التاريخ المتوقع حاليا لاعتماده بالشكل المطلوب. عام 2013 كان ستة مؤسسات علمية وسبعة مؤسسات أكاديمية يقومون بتقييم والتحقق من مؤشر حجم الجسم كمقياس جديد محتمل للمخاطر الصحية ومؤشر لها، والتي كانت مستمرة منذ مارس 2007.
مؤشر حجم الجسم هو أحد التطبيقات التي يمكن استخدامها على (ماسح الجسم الكامل ثلاثي الأبعاد 3D Full Body Scanner) لتحديد المخاطر الصحية الفردية، ما إذا كان الجهاز المسح يستخدم المعلومات المرئية البصرية الخفيفة أو غيرها. مؤشر حجم الجسم سيسمح للتمايز بين الناس لتعيينه لها نفس تقييم مؤشر كتلة الجسم، ولكن للذين لديهم شكل جسم مختلف وتوزيع وزن مختلف، بحيث أن تصنيف مؤشر كتلة الجسم الفردية قد لا يعكس بدقة الأخطار الفردية.

## مشروع تجربته عالميا
خضع مؤشر حجم الجسم للتجارب السريرية في الولايات المتحدة وأوروبا كجزء من مشروع تعاوني لمدة 3 سنوات، ودراسة المعيار القياسي للجسم، فإن النتائج التي عرضت في أكتوبر 2010 في إطلاق بتمويل من العامة في برمنغهام، المملكة المتحدة، واستمر البحث والتقييم العلمي بين عامي 2011 و 2013.

## طريقة حسابه
يتم احتساب مؤشر حجم الجسم باستخدام البيانات ثلاثية الأبعاد لكامل الجسم، باستخدام كاميرا ثلاثية الأبعاد والتي يمكن وصفها كأفضل «آلة نسخ الإنسان (Human Photocopier)»، عن طريق إعادة تشكيل شكل جسم الشخص للحصول على القياسات التي ببساطة لا يمكن أن تتم يدويا ، لتحديد حجم أو توزيع الوزن. مؤشر حجم الجسم يقيس أين يتم توزيع الوزن والدهون في جسم الشخص، بدلا من الوزن الكلي أو محتوى الدهن الكلي. كان هناك قبول في السنوات الأخيرة أن الدهون في منطقة البطن والوزن حول البطن تشكل خطرا صحيا أكبر، المعروف باسم السمنة المركزية (central obesity). جهاز مسح سطح الجسم الكامل يحدد المخطط ثلاثي الأبعاد من السطح الخارجي للشخص، بحيث يمكن حسابه واستخدامها لحساب كميات الجزء الحجمي والجزء الجسم لمكونات جسم الشخص. مؤشر حجم الجسم يجعل الاستدلال للتوزيع الجسمي من الوزن، وتوزيع العضلات والدهون، باستخدام بيانات معقدة ومفصلة لتكوين الجسم.

### الماسح ثلاثي الأبعاد
معظم الماسحات الضوئية ثلاثية الأبعاد مناسبة لمؤشر حجم الجسم وتتطلب أن يتم إجراء مسح لسلسلة من الصور في ظروف الإضاءة (أنماط مختلفة المتوقعة)، لتحديد بيانات شكل الجسم وتوزيع الوزن للمريض، والتحليل الإحصائي ومؤشر حجم الجسم الحالي التقييم من قبل الجهات الحكومية في المملكة المتحدة ممكن لتعزيز طويل الأجل لمؤشر كتلة الجسم كمؤشر للخطر. وقد تم استحداث مؤشر حجم الجسم كبديل محتمل لمؤشر كتلة الجسم في مطلع الألفية الثالثة وبعد التطوير الأولية، وأجري اختبار الأولي من «مستشفى Heartlands»  و «مركز NHS Obesity» ومركز الغدد الصماء والسكري في المملكة المتحدة. وتم بعد ذلك إجراء تجارب سريرية في الولايات المتحدة في مايو كلينيك في مينيسوتا. كما شاركت منظمات أخرى مثل جامعة أستون ، وجامعة هال، ومجلس البحوث الطبية.
عمل الجهاز يكون بقياس 130 متغير من البيانات الخطية المنفصلة التي يمكن أن توفر معلومات عن توزيع حجم الجسم، وشكل الجسم وغيره، ، حيث يمشي الشخص في جهاز الماسح الضوئي سبعة أقدام بالملابس الداخلية لضمان صحة القياس، حيث يبين مؤشر حجم الجسم في جميع أقسام الجسم الثمانية الجسم. ويستغرق الفحص من البداية إلى النهاية 2-3 دقائق وأقل من 6-7 ثواني داخل الجهاز.، ويتميز عمل الجهاز بالدقة والاتساق والسرعة.

## مميزاته
يتميز م ح ج عن المقاييس الأخرى بأنه:
- قياس شكل جسد الشخص ومكونات الجسم دون أي إشعاع أو تدخل جسدي.
- الاختلافات في شكل الجسم بين المرضى المراد قياسها.
- متابعة بيانات الفرد مع مرور الوقت لتقييم التغيرات في شكل الجسم.
- قياس إجمالي الدهون في الجسم والدهون الحشوية التي يمكن الحصول عليها من خلال الجمع بين شكل ثلاثي الأبعاد، مع الإحصاءات الطبية للشخص مثل الطول والوزن والعمر والجنس ومستويات اللياقة البدنية والنشاط البدني.

## دراسات حوله
أبرزت دراسة تجريبية أولية إمكانات مؤشر حجم الجسم كأداة تحفيزية لفقدان الوزن في المرضى ودراسة أخرى تهدف إلى تقييم صحة واستنساخ الماسح الضوئي مؤشر حجم الجسم في قياس علامات الجسم البشري من السمنة. . وخلص التحقق المقارن من موثوقية القياس التلقائي بدلا من قياس دليل على أن الماسح الضوئي هو طريقة يمكن الاعتماد عليها، صالحة وقابلة للتكرار لقياس محيط الخصر ومحيط الورك.
في ديسمبر 2015، كان أكثر من 325,000 من الرجال والنساء والأطفال قد تم مسح أجسامهم بأمان باستخدام تقنية ثلاثية الأبعاد، تم تطويرها لتناسب تكوين تطوير حجم جزء وقياس مكونات الجسم للرعاية الصحية في تكنولوجيا ثلاثية الأبعاد. وتشمل خطط التطوير في عام 2016 مزيدا من القيم مؤشر حجم الجسم بالنسبة للأطفال الذين تتراوح أعمارهم بين 4-17، جمع البيانات ثلاثية الأبعاد في الولايات المتحدة وأوروبا، للبيانات المرجعية المعيارية وتطوير تطبيقات مؤشر حجم الجسم من أجل الوصول لاستخدام القياس على نطاق أوسع.
وأظهرت دراسات أن مؤشر حجم الجسم هو أفضل مؤشر السمنة بالمقارنة مع مؤشر كتلة الجسم وهكذا، أصبح مؤشر حجم الجسم أول نظام جهاز كمبيوتر للجسم البشري في العالم مخصص أساسا لتقييم السمنة والذي يتم الحديث عنه دوما أنه قد يكون بديلا لمؤشر كتلة الجسم عام 2020. ومن تلك الدراسات:
- (2008) Accuracy of body mass index in diagnosing obesity in the adult general population [14]
- Association of bodyweight with total mortality and with cardiovascular events in coronary artery disease: a systematic review of cohort studies.(2006) [15]
- The body volume index: New imaging technology for body measurement. (2009).[16]
- The impact of 3 D body images on motivating weight loss in overweight individuals. (2008),[3][17]

## روابطخارجية
- موقع bodyvolume.com